# Lista siturilor arheologice din județul Sălaj - P
Lista siturilor arheologice din județul Sălaj - P conține toate siturile arheologice din județul Sălaj înscrise în Repertoriul Arheologic Național (RAN) și aflate în localități al căror nume începe cu litera P. RAN este administrat de Ministerul Culturii și Patrimoniului Național și cuprinde date științifice, cartografice, topografice, imagini și planuri, precum și orice alte informații privitoare la zonele cu potențial arheologic, studiate sau nu, încă existente sau dispărute.
Puteți căuta un sit din localitățile care încep cu litera P folosind formularul de mai jos sau puteți naviga prin toate siturile din județ la Lista siturilor arheologice din județul Sălaj.
| Cod RAN                                   | Denumire | Localitate                                  | Adresă                                                                       | Datare                                    | Descoperit                         | Coordonate                                    | Imagine           | Erori            |
| ----------------------------------------- | --- | ------------------------------------------- | ---------------------------------------------------------------------------- | ----------------------------------------- | ---------------------------------- | --------------------------------------------- | ----------------- | ---------------- |
| 141438.03.01                              | Situl arheologic de la Panic - "baza Dromet SA" / ansamblu anonim (Categorie: locuire) (Tip: Așezare)                                                                      | sat Panic, comuna Hereclean                 | baza Dromet S.A.                                                             |                                           | 2000                               | 47°13′36″N 22°59′53″E / 47.22667°N 22.99806°E | Încărcați imagine | Raportați eroare |
| 141438.03.01                              | Situl arheologic de la Panic - "baza Dromet SA" / complex L. 4 (Categorie: locuire) (Tip: locuință)                                                                        | sat Panic, comuna Hereclean                 | baza Dromet S.A.                                                             |                                           | 2000                               | 47°13′36″N 22°59′53″E / 47.22667°N 22.99806°E | Încărcați imagine | Raportați eroare |
| 141438.03.02                              | Situl arheologic de la Panic - "baza Dromet SA" / ansamblu anonim (Categorie: locuire) (Tip: Așezare)                                                                      | sat Panic, comuna Hereclean                 | baza Dromet S.A.                                                             | geto-dacică                               | 2000                               | 47°13′36″N 22°59′53″E / 47.22667°N 22.99806°E | Încărcați imagine | Raportați eroare |
| 141438.03.02                              | Situl arheologic de la Panic - "baza Dromet SA" / complex L. 1 (Categorie: locuire) (Tip: locuință)                                                                        | sat Panic, comuna Hereclean                 | baza Dromet S.A.                                                             |                                           | 2000                               | 47°13′36″N 22°59′53″E / 47.22667°N 22.99806°E | Încărcați imagine | Raportați eroare |
| 141438.03.04                              | Situl arheologic de la Panic - "baza Dromet SA" / ansamblu anonim (Categorie: locuire) (Tip: Necropolă de incinerație)                                                     | sat Panic, comuna Hereclean                 | baza Dromet S.A.                                                             | slavă sec.VI-VII                          | 2000                               | 47°13′36″N 22°59′53″E / 47.22667°N 22.99806°E | Încărcați imagine | Raportați eroare |
| 141438.03.04                              | Situl arheologic de la Panic - "baza Dromet SA" / complex M. 2 (Categorie: locuire) (Tip: mormânt de incinerație în urnă)                                                  | sat Panic, comuna Hereclean                 | baza Dromet S.A.                                                             | slavă                                     | 2000                               | 47°13′36″N 22°59′53″E / 47.22667°N 22.99806°E | Încărcați imagine | Raportați eroare |
| 141438.03.03                              | Situl arheologic de la Panic - "baza Dromet SA" / ansamblu anonim (Categorie: locuire) (Tip: Așezare)                                                                      | sat Panic, comuna Hereclean                 | baza Dromet S.A.                                                             | romană sec. II-III                        | 2000                               | 47°13′36″N 22°59′53″E / 47.22667°N 22.99806°E | Încărcați imagine | Raportați eroare |
| 141438.03.03                              | Situl arheologic de la Panic - "baza Dromet SA" / complex Gr.1 (Categorie: locuire) (Tip: groapă)                                                                          | sat Panic, comuna Hereclean                 | baza Dromet S.A.                                                             | Celtică                                   | 2000                               | 47°13′36″N 22°59′53″E / 47.22667°N 22.99806°E | Încărcați imagine | Raportați eroare |
| 142293.01.01 (Cod LMI: SJ-I-m-B-04932.04) | Situl arheologic de la Pericei - "Keller Tag" / ansamblu anonim (Categorie: locuire civilă) (Tip: Așezare)                                                                 | sat Pericei, comuna Pericei                 | extravilan, punct Keller Tag                                                 | Suplacu de Barcău - târzie                | 1988                               | 47°13′00″N 22°52′00″E / 47.21667°N 22.86667°E | Încărcați imagine | Raportați eroare |
| 142293.01.02 (Cod LMI: SJ-I-m-B-04932.03) | Situl arheologic de la Pericei - "Keller Tag" / ansamblu anonim (Categorie: locuire civilă) (Tip: Așezare)                                                                 | sat Pericei, comuna Pericei                 | extravilan, punct Keller Tag                                                 | Coțofeni                                  | 1988                               | 47°13′00″N 22°52′00″E / 47.21667°N 22.86667°E | Încărcați imagine | Raportați eroare |
| 142293.01.03 (Cod LMI: SJ-I-m-B-04932.02) | Situl arheologic de la Pericei - "Keller Tag" / ansamblu anonim (Categorie: locuire civilă) (Tip: Așezare)                                                                 | sat Pericei, comuna Pericei                 | extravilan, punct Keller Tag                                                 | geto-dacică sec. I p. Chr.                | 1988                               | 47°13′00″N 22°52′00″E / 47.21667°N 22.86667°E | Încărcați imagine | Raportați eroare |
| 142293.01.04 (Cod LMI: SJ-I-m-B-04932.01) | Situl arheologic de la Pericei - "Keller Tag" / ansamblu anonim (Categorie: locuire civilă) (Tip: Așezare)                                                                 | sat Pericei, comuna Pericei                 | extravilan, punct Keller Tag                                                 | sec.VII                                   | 1988                               | 47°13′00″N 22°52′00″E / 47.21667°N 22.86667°E | Încărcați imagine | Raportați eroare |
| 142293.01.05 (Cod LMI: SJ-I-s-B-04932)    | Situl arheologic de la Pericei - "Keller Tag" / ansamblu anonim (Categorie: locuire civilă) (Tip: Așezare)                                                                 | sat Pericei, comuna Pericei                 | extravilan, punct Keller Tag                                                 |                                           | 1988                               | 47°13′00″N 22°52′00″E / 47.21667°N 22.86667°E | Încărcați imagine | Raportați eroare |
| 142293.01.06 (Cod LMI: SJ-I-s-B-04932)    | Situl arheologic de la Pericei - "Keller Tag" / ansamblu anonim (Categorie: locuire civilă) (Tip: necropola)                                                               | sat Pericei, comuna Pericei                 | extravilan, punct Keller Tag                                                 |                                           | 1988                               | 47°13′00″N 22°52′00″E / 47.21667°N 22.86667°E | Încărcați imagine | Raportați eroare |
| 142293.01.07 (Cod LMI: SJ-I-s-B-04932)    | Situl arheologic de la Pericei - "Keller Tag" / ansamblu anonim (Categorie: locuire civilă) (Tip: Așezare)                                                                 | sat Pericei, comuna Pericei                 | extravilan, punct Keller Tag                                                 | Pișcolt                                   | 1988                               | 47°13′00″N 22°52′00″E / 47.21667°N 22.86667°E | Încărcați imagine | Raportați eroare |
| 141438.01.01 (Cod LMI: SJ-I-s-B-04930)    | Așezarea Tisa de la Panic / ansamblu anonim (Categorie: locuire civilă) (Tip: Așezare)                                                                                     | sat Panic, comuna Hereclean                 |                                                                              | Tisa                                      |                                    |                                               | Încărcați imagine | Raportați eroare |
| 141438.02.01 (Cod LMI: SJ-I-m-B-04931.02) | Situl arheologic de la Panic - "La Blocuri" / ansamblu anonim (Categorie: locuire civilă) (Tip: Așezare)                                                                   | sat Panic, comuna Hereclean                 | La Blocuri                                                                   |                                           |                                    |                                               | Încărcați imagine | Raportați eroare |
| 141438.02.02 (Cod LMI: SJ-I-m-B-04931.01) | Situl arheologic de la Panic - "La Blocuri" / ansamblu anonim (Categorie: locuire civilă) (Tip: Așezare)                                                                   | sat Panic, comuna Hereclean                 | La Blocuri                                                                   | sec. VI                                   |                                    |                                               | Încărcați imagine | Raportați eroare |
| 141438.02.03 (Cod LMI: SJ-I-m-B-04931.04) | Situl arheologic de la Panic - "La Blocuri" / ansamblu anonim (Categorie: locuire civilă) (Tip: Așezare)                                                                   | sat Panic, comuna Hereclean                 | La Blocuri                                                                   |                                           |                                    |                                               | Încărcați imagine | Raportați eroare |
| 141438.02.04 (Cod LMI: SJ-I-m-B-04931.03) | Situl arheologic de la Panic - "La Blocuri" / ansamblu anonim (Categorie: locuire civilă) (Tip: Așezare)                                                                   | sat Panic, comuna Hereclean                 | La Blocuri                                                                   | sec. II - III p. Chr.                     |                                    |                                               | Încărcați imagine | Raportați eroare |
| 142293.02.01 (Cod LMI: SJ-I-s-B-04933)    | Situl arheologic de la Pericei - "Szilvakerek" / ansamblu anonim (Categorie: locuire civilă) (Tip: Așezare)                                                                | sat Pericei, comuna Pericei                 | str. Gouț, nr. 767, punct Szilvakerek                                        | Wietenberg                                | 2002                               | 47°15′00″N 22°32′00″E / 47.25°N 22.53333°E    | Încărcați imagine | Raportați eroare |
| 142293.02.02 (Cod LMI: SJ-I-s-B-04933)    | Situl arheologic de la Pericei - "Szilvakerek" / ansamblu anonim (Categorie: locuire civilă) (Tip: Așezare)                                                                | sat Pericei, comuna Pericei                 | str. Gouț, nr. 767, punct Szilvakerek                                        | sec. II-III p. Chr                        | 2002                               | 47°15′00″N 22°32′00″E / 47.25°N 22.53333°E    | Încărcați imagine | Raportați eroare |
| 141679.01.01 (Cod LMI: SJ-I-s-A-04934)    | Așezarea paleolitică de la Perii Vadului / ansamblu anonim (Categorie: locuire civilă) (Tip: Așezare)                                                                      | sat Perii Vadului, comuna Ileanda           |                                                                              |                                           |                                    |                                               | Încărcați imagine | Raportați eroare |
| 141688.01.01 (Cod LMI: SJ-I-s-B-04935)    | Așezarea Suciu de Sus de la Podișu - "Pe Inaț" / ansamblu anonim (Categorie: locuire civilă) (Tip: Așezare)                                                                | sat Podișu, comuna Ileanda                  | Pe Inaț                                                                      | Suciu de Sus                              |                                    |                                               | Încărcați imagine | Raportați eroare |
| 141688.02.01 (Cod LMI: SJ-I-s-B-04936)    | Așezarea Suciu de Sus de la Podișu - "La Lab" / ansamblu anonim (Categorie: locuire civilă) (Tip: Așezare)                                                                 | sat Podișu, comuna Ileanda                  | La Lab                                                                       | Suciu de Sus                              |                                    |                                               | Încărcați imagine | Raportați eroare |
| 141688.03.01 (Cod LMI: SJ-I-s-B-04937)    | Ruine romane de la Podișu / ansamblu anonim (Categorie: locuire) (Tip: Zid)                                                                                                | sat Podișu, comuna Ileanda                  |                                                                              | sec. II - III                             |                                    |                                               | Încărcați imagine | Raportați eroare |
| 141919.01.01 (Cod LMI: SJ-I-m-B-04938.01) | Turnul roman de la Preluci - "Holm" / ansamblu anonim (Categorie: fortificație) (Tip: Turn)                                                                                | sat Preluci, comuna Lozna                   | Holm                                                                         | romană sec. II - III                      |                                    |                                               | Încărcați imagine | Raportați eroare |
| 141919.02.01 (Cod LMI: SJ-I-m-B-04938.02) | Turnul roman de la Preluci - "Locul Hornicilor" / ansamblu anonim (Categorie: fortificație) (Tip: Turn)                                                                    | sat Preluci, comuna Lozna                   | Locul Hornicilor                                                             | romană sec II - III                       |                                    |                                               | Încărcați imagine | Raportați eroare |
| 142989.01.01 (Cod LMI: SJ-I-s-B-04940)    | Așezarea neolitică de la Preoteasa - "Pietre" / ansamblu anonim (Categorie: locuire civilă) (Tip: Așezare)                                                                 | sat Preoteasa, comuna Valcău de Jos         | Pietre                                                                       | Tisa                                      |                                    |                                               | Încărcați imagine | Raportați eroare |
| 142989.01.02 (Cod LMI: SJ-I-s-B-04940)    | Așezarea neolitică de la Preoteasa - "Pietre" / ansamblu anonim (Categorie: locuire civilă) (Tip: Așezare)                                                                 | sat Preoteasa, comuna Valcău de Jos         | Pietre                                                                       | Suplacu de Barcău                         |                                    |                                               | Încărcați imagine | Raportați eroare |
| 140235.01.01                              | Situl arheologic de la Peceiu - "La criptă" / ansamblu anonim (Categorie: locuire) (Tip: Așezare)                                                                          | sat Peceiu, comuna Bănișor                  | La criptă                                                                    |                                           | 2004                               | 47°09′00″N 22°52′30″E / 47.15°N 22.875°E      | Încărcați imagine | Raportați eroare |
| 140235.01.02                              | Situl arheologic de la Peceiu - "La criptă" / ansamblu anonim (Categorie: locuire) (Tip: Așezare)                                                                          | sat Peceiu, comuna Bănișor                  | La criptă                                                                    | sec. I a. Chr.                            | 2004                               | 47°09′00″N 22°52′30″E / 47.15°N 22.875°E      | Încărcați imagine | Raportați eroare |
| 140235.01.03                              | Situl arheologic de la Peceiu - "La criptă" / ansamblu anonim (Categorie: locuire) (Tip: neprecizat)                                                                       | sat Peceiu, comuna Bănișor                  | La criptă                                                                    | sec. VIII-IX                              | 2004                               | 47°09′00″N 22°52′30″E / 47.15°N 22.875°E      | Încărcați imagine | Raportați eroare |
| 142346.01.01                              | Așezarea Wietenberg de la Plopiș - "Cucleu" / ansamblu anonim (Categorie: locuire civilă) (Tip: Așezare)                                                                   | sat Plopiș, comuna Plopiș                   | Cucleu                                                                       | Wietenberg - I                            |                                    | 47°08′00″N 22°39′00″E / 47.13334°N 22.65°E    | Încărcați imagine | Raportați eroare |
| 142168.01.01                              | Așezarea medievală timpurie de la Popeni - "Pe Pogor" / ansamblu anonim (Categorie: locuire civilă) (Tip: Așezare)                                                         | sat Popeni, comuna Mirșid                   | Pe Pogor                                                                     | sec.VIII-IX                               |                                    |                                               | Încărcați imagine | Raportați eroare |
| 141982.01.01                              | Situl arheologic de la Porț - "Corău" / ansamblu anonim (Categorie: locuire civilă) (Tip: Așezare)                                                                         | sat Porț, comuna Marca                      | Corău                                                                        | Starčevo - Criș                           |                                    | 46°45′00″N 22°31′00″E / 46.75°N 22.51667°E    | Încărcați imagine | Raportați eroare |
| 141982.01.02                              | Situl arheologic de la Porț - "Corău" / ansamblu anonim (Categorie: locuire civilă) (Tip: Așezare)                                                                         | sat Porț, comuna Marca                      | Corău                                                                        | Suplacu de Barcău - II, III               |                                    | 46°45′00″N 22°31′00″E / 46.75°N 22.51667°E    | Încărcați imagine | Raportați eroare |
| 141982.01.03                              | Situl arheologic de la Porț - "Corău" / ansamblu anonim (Categorie: locuire civilă) (Tip: Așezare)                                                                         | sat Porț, comuna Marca                      | Corău                                                                        | Cluj - Cheile Turzii - Lumea Nouă - Iclod |                                    | 46°45′00″N 22°31′00″E / 46.75°N 22.51667°E    | Încărcați imagine | Raportați eroare |
| 141982.01.04                              | Situl arheologic de la Porț - "Corău" / ansamblu anonim (Categorie: locuire civilă) (Tip: Așezare)                                                                         | sat Porț, comuna Marca                      | Corău                                                                        | Coțofeni - I-II                           |                                    | 46°45′00″N 22°31′00″E / 46.75°N 22.51667°E    | Încărcați imagine | Raportați eroare |
| 141982.01.05                              | Situl arheologic de la Porț - "Corău" / ansamblu anonim (Categorie: locuire civilă) (Tip: Așezare)                                                                         | sat Porț, comuna Marca                      | Corău                                                                        |                                           |                                    | 46°45′00″N 22°31′00″E / 46.75°N 22.51667°E    | Încărcați imagine | Raportați eroare |
| 141982.01.06                              | Situl arheologic de la Porț - "Corău" / ansamblu anonim (Categorie: locuire civilă) (Tip: Așezare)                                                                         | sat Porț, comuna Marca                      | Corău                                                                        | sec.II-II                                 |                                    | 46°45′00″N 22°31′00″E / 46.75°N 22.51667°E    | Încărcați imagine | Raportați eroare |
| 141982.01.07                              | Situl arheologic de la Porț - "Corău" / ansamblu anonim (Categorie: locuire civilă) (Tip: necropola)                                                                       | sat Porț, comuna Marca                      | Corău                                                                        | Pișcolt                                   |                                    | 46°45′00″N 22°31′00″E / 46.75°N 22.51667°E    | Încărcați imagine | Raportați eroare |
| 141438.04.01                              | Așezarea neolitică de la Panic - "Almakut" / ansamblu anonim (Categorie: locuire civilă) (Tip: Așezare)                                                                    | sat Panic, comuna Hereclean                 | Almakut                                                                      |                                           |                                    |                                               | Încărcați imagine | Raportați eroare |
| 141438.05,01                              | Așezarea neo-eneolitică de la Panic - "Pepenărie" / ansamblu anonim (Categorie: locuire civilă) (Tip: Așezare)                                                             | sat Panic, comuna Hereclean                 | Pepenărie                                                                    |                                           |                                    |                                               | Încărcați imagine | Raportați eroare |
| 141438.05.02                              | Așezarea neo-eneolitică de la Panic - "Pepenărie" / ansamblu anonim (Categorie: locuire civilă) (Tip: Așezare)                                                             | sat Panic, comuna Hereclean                 | Pepenărie                                                                    | Tiszapolgár                               |                                    |                                               | Încărcați imagine | Raportați eroare |
| 141438.06.01                              | Așezarea neo-eneolitică de la Panic - "Ferma SMA" / ansamblu anonim (Categorie: locuire civilă) (Tip: Așezare)                                                             | sat Panic, comuna Hereclean                 | Ferma SMA                                                                    | Tiszapolgár                               |                                    |                                               | Încărcați imagine | Raportați eroare |
| 141438.06.02                              | Așezarea neo-eneolitică de la Panic - "Ferma SMA" / ansamblu anonim (Categorie: locuire civilă) (Tip: Mormânt de incinerație)                                              | sat Panic, comuna Hereclean                 | Ferma SMA                                                                    | Suplacu de Barcău                         |                                    |                                               | Încărcați imagine | Raportați eroare |
| 142293.05.01                              | Așezarea eneolitică de la Pericei- Keller Tag / ansamblu anonim (Categorie: locuire civilă) (Tip: Așezare)                                                                 | sat Pericei, comuna Pericei                 | Keller Tag                                                                   | Tiszapolgár                               |                                    |                                               | Încărcați imagine | Raportați eroare |
| 142462.01                                 | Nucleu neolitic din obsidian de la Păușa (Categorie: descoperire izolată) (Tip: obiect izolat)                                                                             | sat Păușa, comuna Românași                  | curtea casei nr. 93                                                          |                                           |                                    |                                               | Încărcați imagine | Raportați eroare |
| 141982.02.01                              | Așezarea eneolitică de la Porț- Pietre / ansamblu anonim (Categorie: locuire civilă) (Tip: Așezare)                                                                        | sat Porț, comuna Marca                      | Pietre                                                                       | Tiszapolgár                               |                                    |                                               | Încărcați imagine | Raportați eroare |
| 140805.01                                 | Ciocan eneolitic de la Poiana Onții (Categorie: descoperire izolată) (Tip: obiect izolat)                                                                                  | sat Poiana Onții, comuna Cristolț           |                                                                              |                                           |                                    |                                               | Încărcați imagine | Raportați eroare |
| 142382.01                                 | Obiecte eneolitice la Poiana Blenchii (Categorie: descoperire izolată) (Tip: obiect izolat)                                                                                | sat Poiana Blenchii, comuna Poiana Blenchii |                                                                              |                                           |                                    |                                               | Încărcați imagine | Raportați eroare |
| 142293.03.01                              | Situl arheologic de la Pericei - "Darvas" / ansamblu anonim (Categorie: locuire civilă) (Tip: Așezare)                                                                     | sat Pericei, comuna Pericei                 | extravilan, punct Darvas                                                     | Coțofeni                                  | 1995                               | 47°13′00″N 22°52′30″E / 47.21667°N 22.875°E   | Încărcați imagine | Raportați eroare |
| 142293.03.02                              | Situl arheologic de la Pericei - "Darvas" / ansamblu anonim (Categorie: locuire civilă) (Tip: Așezare)                                                                     | sat Pericei, comuna Pericei                 | extravilan, punct Darvas                                                     | sec. II-III                               | 1995                               | 47°13′00″N 22°52′30″E / 47.21667°N 22.875°E   | Încărcați imagine | Raportați eroare |
| 142293.03.03                              | Situl arheologic de la Pericei - "Darvas" / ansamblu anonim (Categorie: locuire civilă) (Tip: Așezare)                                                                     | sat Pericei, comuna Pericei                 | extravilan, punct Darvas                                                     | Gáva                                      | 1995                               | 47°13′00″N 22°52′30″E / 47.21667°N 22.875°E   | Încărcați imagine | Raportați eroare |
| 142293.04.01                              | Situl arheologic de la Pericei - "Debre Tag Polyas" / ansamblu anonim (Categorie: locuire civilă) (Tip: Așezare)                                                           | sat Pericei, comuna Pericei                 | Debre Tag Polyas                                                             | Coțofeni                                  | 2003                               | 47°13′00″N 22°52′30″E / 47.21667°N 22.875°E   | Încărcați imagine | Raportați eroare |
| 142293.04.02                              | Situl arheologic de la Pericei - "Debre Tag Polyas" / ansamblu anonim (Categorie: locuire civilă) (Tip: Așezare)                                                           | sat Pericei, comuna Pericei                 | Debre Tag Polyas                                                             | sec. II                                   | 2003                               | 47°13′00″N 22°52′30″E / 47.21667°N 22.875°E   | Încărcați imagine | Raportați eroare |
| 141982.05.01 (Cod LMI: SJ-II-m-B-05098)   | Situl Bisericii de lemn "Înălțarea Domnului" de la Porț / ansamblu Biserica de lemn "Înălțarea Domnului" (Categorie: structură de cult/religioasă) (Tip: Biserică de lemn) | sat Porț, comuna Marca                      | 25 A                                                                         | 1792                                      |                                    |                                               | Încărcați imagine | Raportați eroare |
| 141982.03.01                              | Situl arheologic de la Porț - Paliș / ansamblu anonim (Categorie: locuire civilă) (Tip: Așezare)                                                                           | sat Porț, comuna Marca                      | Paliș                                                                        | sec. III-II a. Chr                        |                                    | 47°13′00″N 22°41′15″E / 47.21667°N 22.6875°E  | Încărcați imagine | Raportați eroare |
| 141982.03.02                              | Situl arheologic de la Porț - Paliș / ansamblu Iertașul Petacilor (Categorie: locuire civilă) (Tip: Fortificație)                                                          | sat Porț, comuna Marca                      | Paliș                                                                        | dacică                                    |                                    | 47°13′00″N 22°41′15″E / 47.21667°N 22.6875°E  | Încărcați imagine | Raportați eroare |
| 141982.03.03                              | Situl arheologic de la Porț - Paliș / ansamblu anonim (Categorie: locuire civilă) (Tip: Fortificație)                                                                      | sat Porț, comuna Marca                      | Paliș                                                                        | Wietenberg                                |                                    | 47°13′00″N 22°41′15″E / 47.21667°N 22.6875°E  | Încărcați imagine | Raportați eroare |
| 141982.03.04                              | Situl arheologic de la Porț - Paliș / ansamblu anonim (Categorie: locuire civilă) (Tip: Așezare)                                                                           | sat Porț, comuna Marca                      | Paliș                                                                        | daco-romană sec. II-III                   |                                    | 47°13′00″N 22°41′15″E / 47.21667°N 22.6875°E  | Încărcați imagine | Raportați eroare |
| 141982.03.05                              | Situl arheologic de la Porț - Paliș / ansamblu anonim (Categorie: locuire civilă) (Tip: Așezare fortificată)                                                               | sat Porț, comuna Marca                      | Paliș                                                                        | sec. XI-XV                                |                                    | 47°13′00″N 22°41′15″E / 47.21667°N 22.6875°E  | Încărcați imagine | Raportați eroare |
| 141982.03.06                              | Situl arheologic de la Porț - Paliș / ansamblu anonim (Categorie: locuire civilă) (Tip: necropola)                                                                         | sat Porț, comuna Marca                      | Paliș                                                                        | - D                                       |                                    | 47°13′00″N 22°41′15″E / 47.21667°N 22.6875°E  | Încărcați imagine | Raportați eroare |
| 141982.04.01                              | Situl arheologic de la Porț - "Stația de betoane Bechtel" / ansamblu anonim (Categorie: așezare) (Tip: Așezare)                                                            | sat Porț, comuna Marca                      | Stația de betoane Bechtel                                                    |                                           |                                    |                                               | Încărcați imagine | Raportați eroare |
| 141982.04.02                              | Situl arheologic de la Porț - "Stația de betoane Bechtel" / ansamblu anonim (Categorie: așezare) (Tip: Așezare)                                                            | sat Porț, comuna Marca                      | Stația de betoane Bechtel                                                    |                                           |                                    |                                               | Încărcați imagine | Raportați eroare |
| 141982.06.01                              | Locuirea paleolitică de șa Porț-Sub Pădurea Jidovului (Autostrada Transilvania, sector 3 C, km. 4+800-4+900) / ansamblu anonim (Tip: Locuire)                              | sat Porț, comuna Marca                      | Sub Pădurea Jidovului (Autostrada Transilvania, sector 3 C, km. 4+800-4+900) |                                           | Gh. Lazarovici, I. C. Băltean 2003 |                                               | Încărcați imagine | Raportați eroare |